# Cantone di Sucy-en-Brie
Il Cantone di Sucy-en-Brie era una divisione amministrativa dell'arrondissement di Créteil.
È stato soppresso a seguito della riforma complessiva dei cantoni del 2014, che è entrata in vigore con le elezioni dipartimentali del 2015.
Comprendeva il solo comune di Sucy-en-Brie.